# Tøstrup Kirke (Sydslesvig)
Tøstrup Kirke er en kirke i romansk stil beliggende i Tøstrup (i Ørsbjerg kommune) i Angel i Sydslesvig i den nordtyske delstat Slesvig-Holsten. Kirken er viet til Johannes Døberen. Tøstrup Kirke er sognekirke i Tøstrup Sogn.
Kirken er opført i 1100-tallet af kampesten. Bjælkeloftet i korete blev i den sene middelalder skiftet ud med sengotiske hvælvinger. I årene 1788 - 1792 blev korbuen nedbrudt og bjælkeloftet genetableret. Målet var at skabe en enkelt protestantisk prædikekirke. I de samme år blev kirkeskibet udvidet mod vest. Sydportalen blev tilmuret. I stedet fik nordportalen tilføjet et våbenhus. I 1900-tallet blev indgangen igen flyttet, idet også sydportalen blev tilmuret, den tilhørende våbenhus blev nedrevet. Indgangen sker nu via kirkens vestside. Ved østmuren er der bevaret et enkelt romansk rundbuevindue.
Af interiøret kan bl.a. nævnes prædikestolen fra senrenæssancen. Reliefferne på prædikestolen viser Jesu korsfæstelse og evangelisterne. Døbefonten er forsynet med en svævende dåbdsengel fra 1758. Altertavlen fremstår som en triptych, altså en altertavle i tre dele. Motivet i midtfeltet er Kristi korsfæstelse. I sidefelterne ses de tolv apostle. Kirkens orgel er placeret på pulpituret i kirkens vestende. Pulpituret er fra 1859. Orglet er udført af Marcussen & Søn i 1877. På kirkegården er der en klokkestabel.
Menigheden hører under den lutherske nordtyske kirke.